# Ernst Ludwig av Pommern
Ernst Ludwig av Pommern, död 1592, var regerande hertig av Pommern–Wolgast mellan 1560 och 1592. 